# Внутрішні захворювання
Вну́трішні хворо́би (терапі́я, вну́трішня медици́на) — розділ медицини, що займається проблемами етіології, патогенезу та клінічних проявів захворювань внутрішніх органів, їхньої діагностики, нехірургічного лікування, профілактики та реабілітації.
Лікарі, що займаються нехірургічним лікуванням внутрішніх захворювань, називаються терапевтами (інтернистами).

## Терапевтична тактика
Для ефективного лікування потрібна правильна діагностика, заснована на систематичному огляді пацієнта, аналізі анамнезу, скарг та об'єктивних ознак захворювання (виявлених при фізичному дослідженні — огляді, пальпації, перкусії, аускультації, а також за допомогою рутинних лабораторно-інструментальних методів). Виявленні ознаки (симптоми) захворювання терапевт об'єднує в синдроми (сукупність симптомів, що мають спільний патогенез), на основі яких робить заключений висновок про можливе захворювання. У випадку неможливості зробити однозначний висновок про захворювання, проводиться диференційна діагностика декількох схожих захворювань з додатковими лабораторними та інструментальними дослідженнями. У деяких складних для діагностики клінічних випадках призначається пробне лікування, яке дозволяє поставити так званий лат. diagnosis ex juvantibus (діагноз, заснований на оцінці результатів проведеного лікування). Після постановки діагнозу терапевт призначає лікування. Застосовуються нелікарські методи лікування (дотримання режиму праці та побуту, харчування), медикаментозне та фізіотерапевтичне лікування, санаторно-курортне лікування.

## Розділи терапії та її інтегративна функція
У сучасній медичній науці є тенденція до підвищення рівня спеціалізації та подрібненню клінічної медицини на вузькоспеціалізовані (частіше за органним принципом) розділи.
Розділами внутрішніх захворювань є:
- гастроентерологія — захворювання шлунково-кишкового тракту
- пульмонологія — захворювання легень
- гепатологія — захворювання печінки
- нефрологія — захворювання нирок
- кардіологія — захворювання серцево-судинної системи
- гематологія — захворювання крові та кровотворних органів
- ревматологія — захворювання сполучної тканини
- інфекційні захворювання — захворювання, які викликаються мікроорганізмами
- ендокринологія — захворювання ендокринної системи
- геріатрія — терапія пацієнтів похилого віку
- спортивна медицина — патологічні зміни, що виникають при занять спортом

Паралельно з диференціацією терапевтичних знань за внутрішніми хворобами, для лікаря із загальнотерапевтичною підготовкою зростає роль цього розділу медицини в інтеграції з науковими дослідженнями природничих та технічних наук (біологією, фізіологією, фізикою, хімією і т. д.). Це дозволяє застосовувати в клінічній практиці новітні високотехнологічні методи діагностування пацієнтів (ендоскопію, моніторне спостереження, комп'ютерну, позитронно-емісіонну та магнітно-резонансну томографію та ін.).

## Відомі видання з внутрішньої медицини
- Основи внутрішньої медицини за ред. Т. Гарісона
- Найбільший довідник з внутрішніх хвороб українською мовою Емпендіум є за посиланням  [Архівовано 28 січня 2011 у Wayback Machine.].